# Курліщук Богдан Федорович
Курліщук Богдан Федорович   ( Народ. 10. 12. 1937, с. Залуч, нині Коломийського  р-ну Івано-Франківської обл. – 27. 08. 2014, Львів, похов. у с. Чишки Пустомитівського р-ну Львів. обл.) — дизайнер меблів і художник декоративно-ужиткового мистецтва. Член Спілки дизайнерів України (1989). Професор кафедри інтер’єру Львівської національної академії мистецтв. 

## Біографія
Народився 10 грудня 1937 р. у с. Залуч Коломийського району Івано-Франківської області в селянській сім’ї. 
У 1957 р. із відзнакою закінчив Косівське училище прикладного мистецтва за спеціальністю «Художньо-декоративна обробка дерева».
У 1960 р. після служби в армії вступив до Львівського державного інституту прикладного та декоративного мистецтва на спеціальність «Інтер’єр та обладнання». Навчався у відомих педагогів М. В. Курилича, Я. П. Запаска та П. М. Жолтовського.
Протягом 1966–1978 рр. за направленням працював у Мінському науково-виробничому меблевому об’єднанні на посадах художника-конструктора, провідного художника-конструктора та головного архітектора проектів. За цей час створив чимало промислових зразків меблів, підтверджених 30 свідоцтвами на промислові зразки. 
На Всесоюзному конкурсі меблів у Санкт-Петербурзі (1972) отримав першу, другу і третю премії; в Москві (1975, 1984) — дві перші, одну другу і три третіх премії. На ВДНГ (Москва) за розробки меблів нагороджений двома золотими (1976, 1978), срібною (1977) та бронзовою (1977) медалями. 
За підготовку спеціалістів для народного господарства нагороджений орденом «Знак Пошани» (1986). Учасник всеукраїнських, всесоюзних, зарубіжних мистецьких виставок від 1967. Був учасником міжнародних виставок у Франції, Німеччині, Швейцарії, Кіпрі, Югославії, Чехії, Словаччині та ін.
У 1978 р. Богдан Курліщук на запрошення керівництва закладу повернувся в ЛДІПДМ на педагогічну роботу. Упродовж 1982–1989 рр. працював на посаді декана факультету інтер’єру та обладнання, а в 1989–1996 рр. — проректора з навчальної роботи. В 1982 р. йому присвоєно вчене звання доцента, а в 1993 р. — професора.

## Родина
Уся сім’я Богдана Курліщука пов’язана з мистецтвом: дружина Надія Романівна закінчила ЛДІПДМ за спеціальністю «Художній текстиль» (1967), донька Оксана — «Художнє моделювання» (1992); донька Мар’яна — «Художнє оформлення трикотажних виробів» (1997). 

## Творчість
Основні галузі діяльності — дизайн, мала декоративна пластика. Проектував інтер’єри та промислові зразки меблів. Для творчості Курліщука характерні оригінальність, лаконічність і пластичність форми, конструктивно-технологічність та економічна  обґрунтованість.
Б. Ф. Курліщук — автор навчального посібника «Проектування інтер’єрів житлових та громадських споруд» (1995).

## Роботи

#### Декоративні панно
- «Покутське весілля» (1966);
- «Київські князі» (1968);
- «Замкнуте коло» (1970);
- «Козак Мамай» (1978);
- «Пробудження весни» (1985);

#### Декоративні композиції
- «Покутські музиканти» (1966);
- «Птахи» (1968);
- «Дитячий світ» (1970);
- «Історичні долі» (1974);
- «Сонце» (1980);
- «Пори року» (1990);
- «Вершник» (1996);

#### Підсвічники
- «Опришки» (1980);
- «Декоративні» (1993).

#### Проекти оформлення інтер’єрів та обладнання для адміністративних і громадських приміщень
- АН Білорусі (Мінськ, 1970);
- готелю «Супутник» (Львів, 1985);
- Музею Львів. АМ (1989, співавт.);
- крісло робоче Б-1633 (1970, 3-я премія);
- стілець Б-1634 (1970, 1-а премія Всесоюз. конкурсу у Ленінграді, нині С.-Петербург, 1971);
- універсал. збірна шафа (1973);
- гарнітур меблів для спальні (1975; обидва – 3-я премія Всесоюз. конкурсу);
- комплект меблів для вітальні «Неміга» (1977);
- крісло-качалка (1981).